# 墨宇吉
墨 宇吉（すみ うきち、1855年5月7日（安政2年3月21日） - 1938年（昭和13年）5月14日）は、尾張国葉栗郡玉ノ井村（現・一宮市）生まれの実業家。

## 人物
幼少期は実兄とともに家業である艶屋（織物の艶出し業）を手伝う。1888年（明治21年）分家し、その翌年起、1891年（明治24年）には小信に居を移し、次第に業務を拡大した。
1911年（明治44年）に、墨合名会社を設立。
1924年（大正13年）、艶金興業を設立。
出生地である一宮市木曽川町玉ノ井にある念敬寺には1963年（昭和38年）に墨宇吉像が建立されている。